# Obiekty sakralne w Pile
Najstarszy z istniejących rzymskokatolickich kościołów w Pile powstał w 1893; w Pile oprócz wielu innych kościołów rzymskokatolickich znajduje się także kościół wyznania ewangelicko-augsburskiego oraz świątynie kilku innych wyznań.

## Kościół Matki Bożej Częstochowskiej (ul. Orla)
Jest to obecnie najstarszy zabytek architektury sakralnej w Pile. Neogotycko-neoromańska świątynia powstała w latach 1892-1893 jako kościół ewangelicki dla wsi Motylewo (obecnie część miasta). Od 1946 roku jest kościołem katolickim, od 2002 roku parafialnym.

## Kościół św. Stanisława Kostki (ul. Browarna)
Został wzniesiony w latach 1895-1897 jako ewangelicki kościół Lutra na Przedmieściu Bydgoskim (obecnie Zamość). W 1908 r. obok zbudowano pastorówkę (obecnie siedziba Caritasu). Od 1947 roku jest kościołem katolickim, od 1987 parafialnym. Jest to budowla jednonawowa, neogotycka, w bryle wysmukła, z dominującą wieżą nakrytą hełmem. Wewnątrz, zachowane z pierwotnego wystroju kościoła witrażowe rozety oraz mensa ołtarzowa z nowszą Grupą Ukrzyżowania, ambona oraz empory wzdłuż ścian nawy. Na bocznej ścianie ciekawy obraz Matki Boskiej z Dzieciątkiem J. Stankiewicza (1948 r.).

## Kościół św. Rodziny(ul. św. Jana Bosko)

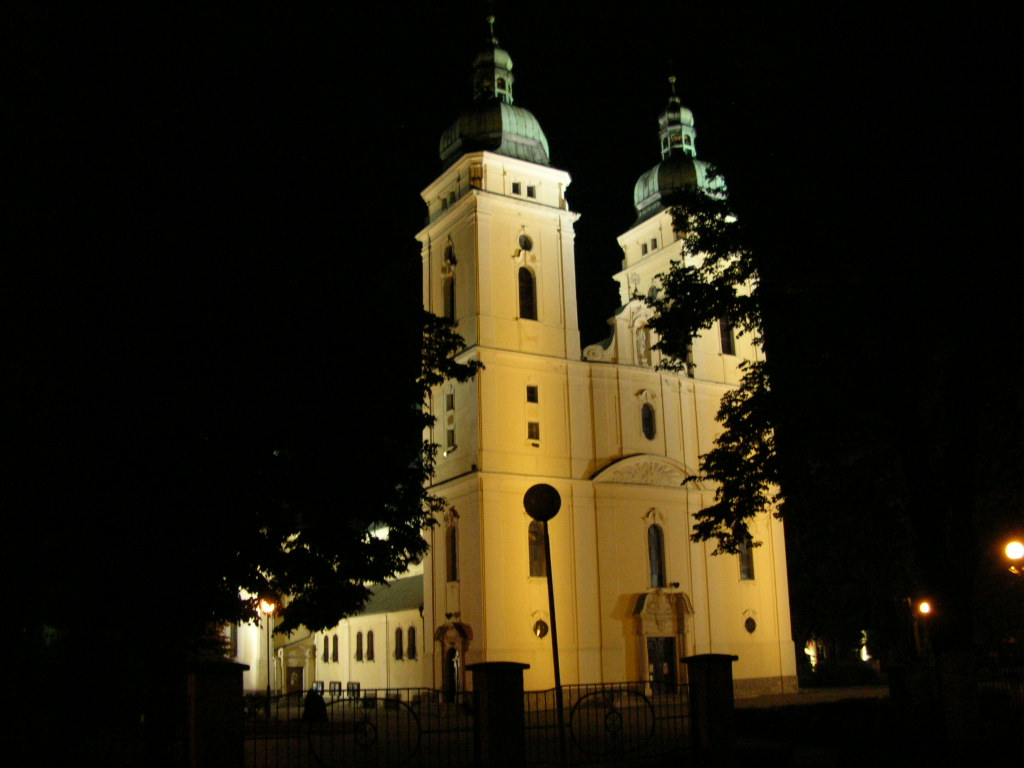
Kościół św. Rodziny

Kościół zbudowano w latach 1912-1915. Posiada on jednolite czyste formy neobarokowe. Został zbudowany na rzucie krzyża. Zwrócona na zachód fasada ozdobiona jest interesującym portalem oraz dwiema wieżami zwieńczonymi hełmami z latarniami. Również neobarokowe jest wyposażenie trójnawowego, bazylikowego wnętrza. Na sklepieniu nawy głównej (kolebkowym z lunetami) w plafonach utrzymane w stylu barokowym obrazy z życia św. Rodziny i św. Jana Bosko. Pod chórem tablica pamiątkowa ks. Adalberta Lenza - inicjatora budowy świątyni. W parafii posługują zakonnicy - Salezjanie Księdza Bosko.
- Oficjalna strona internetowa parafii.

## Kościół św. Antoniego Padewskiego (ul. Ludowa)

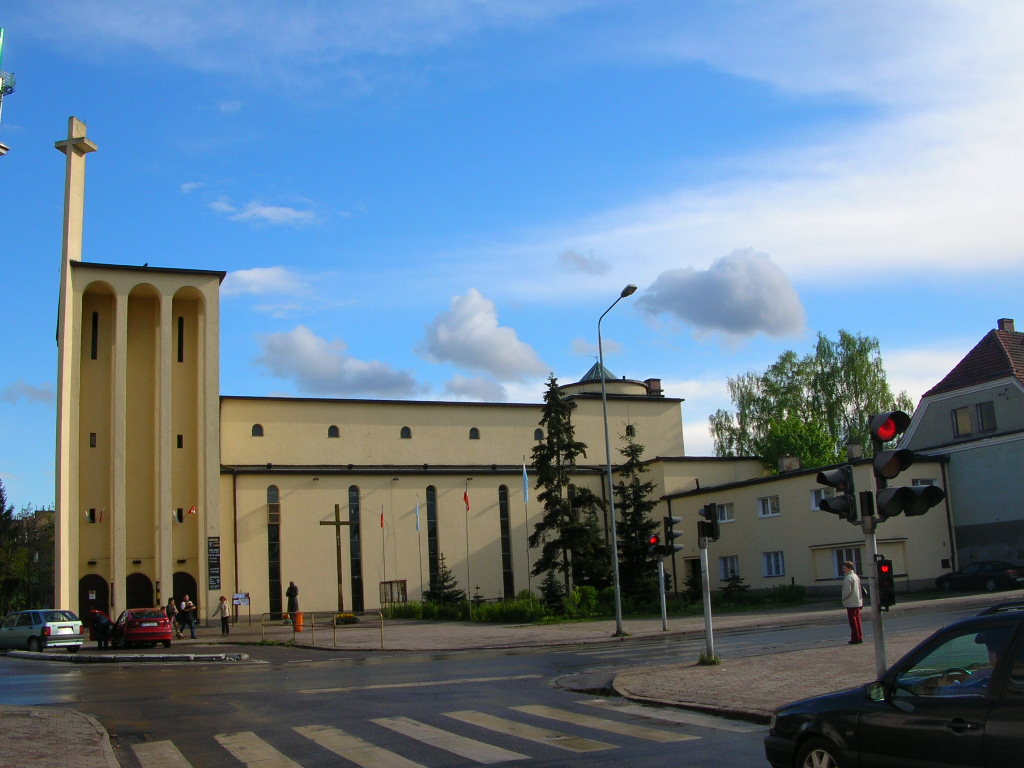
Kościół św. Antoniego Padewskiego

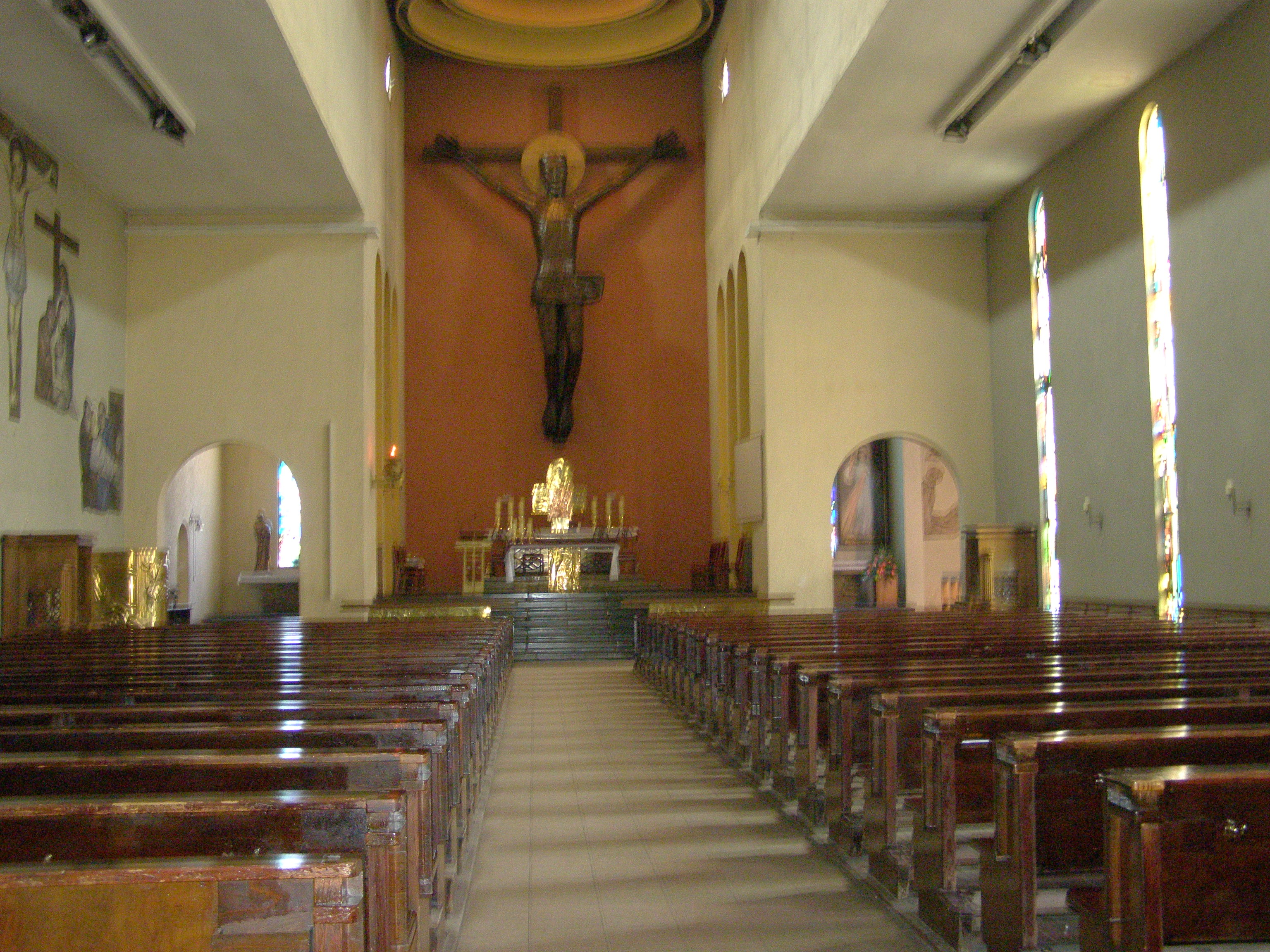
Wnętrze kościoła św. Antoniego Padewskiego

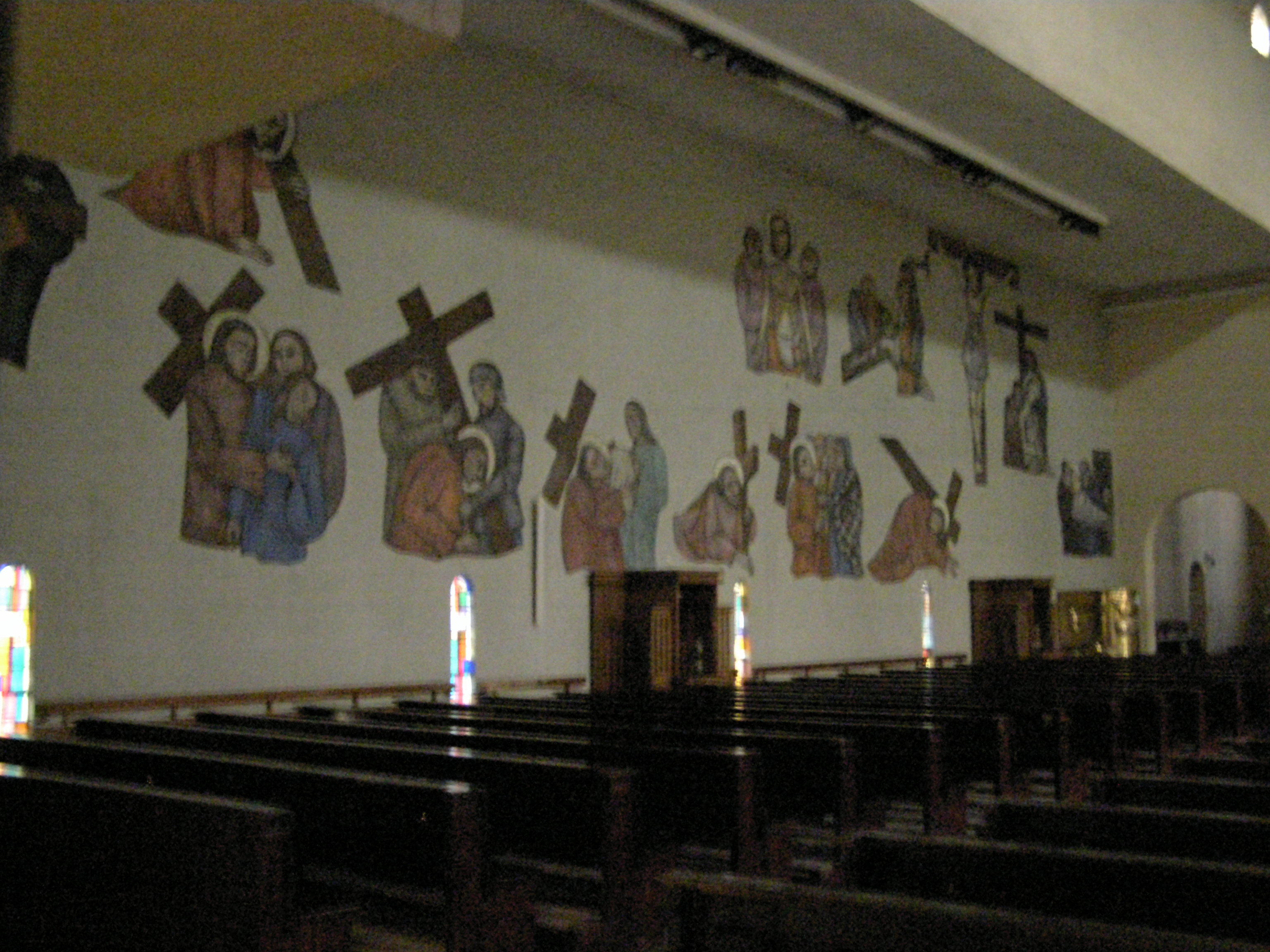
Wnętrze kościoła św. Antoniego Padewskiego

Został zbudowany w latach 1929-1930. Jest on bardzo ciekawym przykładem awangardowej modernistycznej architektury lat dwudziestych. Przy budowie kościoła udział brało wielu wybitnych artystów niemieckich. Projektantem jest Hans Herkommer ze Stuttgartu ze szkoły Bauhaus. Kościół jest zwartą, masywną jednonawową budowlą wykonaną z betonu i żelbetu. Jego wschodnią elewację tworzy czterokondygnacyjna wieża poprzedzona trzema arkadami o wysokości równej wieży, tworzącymi ażurowy przedsionek. Na wieży wiszą trzy dzwony - w tym dwa ufundowane z okazji Milenium. Wnętrze oświetlane małymi oknami ma przypominać katakumby. Ciekawy, dwupoziomowy strop wprowadza pozorny podział wnętrza na trzy nawy. W ołtarzu głównym potężna, 7-metrowej wysokości rzeźba Chrystusa (drewno pokryte płytkami z brązu) - największy krucyfiks w kościołach Europy, dzieło rzeźbiarza Bertholda Müllera z  Oerlinghausen. Na lewej ścianie droga krzyżowa w formie panoramy Męki Pańskiej (proj. Willy Oesler z Mannheim). Obok ołtarza głównego dwie kaplice. Po lewej z witrażami św. Piotra i Pawła (proj. Glückner ze Stuttgartu), po prawej św. Antoniego z polichromią ze scenami z życia świętego, wykonaną przez T. Ladmanna. Z pierwotnego wyposażenia kościoła pochodzą także boczne ołtarze i ambona. Pod chórem tablica poświęcona poległym w II wojnie światowej. Od południa do kościoła przylega rozległy dziedziniec otoczony arkadowymi krużgankami. Od 1945 r. kościołem i parafią opiekują się oo. kapucyni prowincji krakowskiej.

## Kościół Najświętszej Maryi Panny Wspomożenia Wiernych(ul. Złota)
Nowoczesny kościół został zbudowany na osiedlu Górnym w latach 1981-2000 według projektu Aleksandra Holasa. Ołtarz główny kościoła wzorowany jest na ołtarzu znajdującym się w Doylestown w stanie Pensylwania w USA. Przy kościele mieści się kolegiata kapituły pilskiej. Od 1994  proboszczem jest ksiądz prałat Stanisław Oracz poprzedni proboszczowe to ks. Stanisław Salomonowiczm (1976-1987), ks. Rafał Zięciak (1987-1994) 16 marca 2008 roku zostały zamontowane na dzwonnicy trzy dzwony dla parafii od 29 czerwca 2008 do 29 czerwca 2009 jest kościołem stacyjnym roku, św. Pawła

## Inne kościoły rzymskokatolickie
W ostatnich latach poza wyżej wymienionymi powstało w Pile kilka nowych kościołów:
- kościół Miłosierdzia Bożego - na osiedlu Jadwiżyn, przy ul. Śniadeckich, wybudowano latach 1992-1998, konsekrowano w 2002
- kościół św. Józefa Oblubieńca NMP – na osiedlu Podlasie, przy ul. Korczaka, z lat 1994–2000
- kościół garnizonowy NMP Częstochowskiej – przy ul. Podchorążych
- kościół św. Rafała Kalinowskiego – na osiedlu Koszyce, w budowie
- kościół św. Jana Bosko – na osiedlu Staszyce, przy ul. Libelta, budowany od 1998 r.

## Świątynie innych wyznań
- kościół ewangelicko-augsburski – znajduje się w dawnej pastorówce z lat 1909–1911, zbudowanej według projektu Friedricha Oskara Hossfelda, będącej pozostałością po zniszczonym w 1945 r. kościele ewangelickim św. Jana.
- Sala Królestwa Świadków Jehowy – ul. Okrężna 12A, 4 zbory (Piła-Północ, Piła-Śródmieście, Piła-Wschód oraz grupa rosyjskojęzyczna, Piła-Zachód)[1]
- zbór zielonoświątkowy "Betlejem" – przy ulicy Okrzei
- zbór Adwentystów Dnia Siódmego – przy ulicy Głowackiego
- zbór Wolnych Chrześcijan – przy alei Lipowej
- zbór Ewangelicznych Chrześcijan – przy ulicy Słowiańskiej

## Kościoły nieistniejące
- kościół śś. Jana Chrzciciela i Jana Ewangelisty (dawniej Św. Jana Chrzciciela i NMP) – przy al. Piastów. Istniał od XV wieku, pierwotnie posiadał konstrukcję drewnianą. W 1619–1628 powstało ceglane późnogotyckie prezbiterium, a po 1742 barokowa nawa. W okresie międzywojennym w kościele odprawiano msze w języku polskim, śpiewał tu też polski chór „Halka”. Świątynia została spalona w toku walk w 1945. Po wojnie podejmowano kilka nieudanych prób odbudowy, ostatecznie ruiny wysadzono w powietrze w grudniu 1975. Obecnie w miejscu kościoła wznosi się hotel „Gromada”.
- kościół ewangelicki, tzw. miejski, pl. Zwycięstwa (d. Nowy Rynek), zbudowany w 1822, klasycystyczny, być może według projektu Karla Friedricha Schinkla, później kilkakrotnie rozbudowywany, zniszczony w 1945.
- synagoga - przy al. Piastów (d. Rynek Żydowski), neoromańska z 1841, zbudowana na miejscu drewnianej bożnicy z XVII wieku, zniszczona przez bojówki hitlerowskie w czasie nocy kryształowej z 9 na 10 listopada 1938.
- kościół gminy wyznaniowej Jana Czerskiego, od 1900 staroluterański - przy ul. Wodnej (d. Stary Rynek), neoromański z 1845, rozebrany w latach 50. XX wieku.
- kościół ewangelicki św. Jana - przy ul. Staromiejska, neogotycki z 1909–1911, zaprojektowany przez Friedricha Oskara Hossfelda, zniszczony w 1945, rozebrany w latach 50., zachowana pastorówka.